# ایتالیا ایتالیا (فیلم)
ایتالیا ایتالیا فیلمی ایرانی و در ژانر درام، کمدی، فانتزی به کارگردانی و نویسندگی کاوه صباغ‌زاده و تهیه‌کنندگی مهدی صباغ‌زاده محصول سال ۱۳۹۵ است. فیلمنامه این فیلم از داستان کوتاه «یک موضوع موقت» اثر جومپا لاهیری، نویسنده مشهور هندی‌تبار اقتباس شده‌است. این فیلم در جشنواره سی و پنجم فیلم فجر نامزد دریافت سیمرغ بلورین بهترین بازیگر اول زن و بهترین چهره پردازی شد و در جشن منتقدین و نویسندگان سینمای ایران نیز نامزد جایزه بهترین کارگردان اول و بهترین بازیگر اول زن شد. سارا بهرامی برای بازی در این فیلم جایزه بهترین بازیگر زن را از جشنواره تامیل نروژ دریافت کرد.

## بازیگران
| بازیگر           | نقش              | توضیحات |
| ---------------- | ---------------- | ------- |
| حامد کمیلی       | نادر             |         |
| سارا بهرامی      | برفا             |         |
| فرید سجادی حسینی | پدر نادر         |         |
| همایون ارشادی    | همایون ارشادی    |         |
| رضا سخایی        | رضا سخایی        |         |
| جهانگیر میرشکاری | جهانگیر میرشکاری |         |

## جوایز
| قسمت                     | نامزد          | نتیجه    | جشنواره                       |
| ------------------------ | -------------- | -------- | ----------------------------- |
| بهترین بازیگر نقش اول زن | سارا بهرامی    | نامزدشده | ۳۵مین جشنواره فیلم فجر        |
| بهترین چهره پردازی       | علی بهرامی فر  | نامزدشده | ۳۵مین جشنواره فیلم فجر        |
| بهترین بازیگر زن         | سارا بهرامی    | برنده    | جشنواره تامیل نروژ            |
| بهترین کارگردانی         | کاوه صباغ زاده | برنده    | جشن منتقدین و نویسندگان سینما |
| بهترین بازیگر نقش اول زن | سارا بهرامی    | نامزدشده | جشن منتقدین و نویسندگان سینما |